# Ishikari subprefektur
Ishikari (japanska: 石狩振興局?, Ishikarishinkō-kyoku) är ett förvaltningsområde (subprefektur) i Hokkaido prefektur i Japan. Det omfattar Hokkaidos största stad, Sapporo samt fem ytterligare städer och två landskommuner. Landskommunerna tillhör ett distrikt, men detta har ingen administrativ funktion utan fungerar i huvudsak som postadressområde.

## Administrativ indelning
| Namn          | Namn     | Areal (km²) | Folkmängd (2022) | Distrikt       | Typ                  |
| Romaji        | Kanji    | Areal (km²) | Folkmängd (2022) | Distrikt       | Typ                  |
| ------------- | -------- | ----------- | ---------------- | -------------- | -------------------- |
| Chitose       | 千歳市   | 594,50      | 97 510           | inget distrikt | Stad                 |
| Ebetsu        | 江別市   | 187,38      | 120 509          | inget distrikt | Stad                 |
| Eniwa         | 恵庭市   | 294,65      | 70 568           | inget distrikt | Stad                 |
| Ishikari      | 石狩市   | 722,33      | 56 554           | inget distrikt | Stad                 |
| Kitahiroshima | 北広島市 | 119,05      | 57 504           | inget distrikt | Stad                 |
| Sapporo       | 札幌市   | 1 121,26    | 1 973 000        | inget distrikt | Stad                 |
| Shinshinotsu  | 新篠津村 | 78,04       | 2 904            | Ishikari       | Landskommun (by)     |
| Tōbetsu       | 当別町   | 422,86      | 15 588           | Ishikari       | Landskommun (köping) |